# Gerichtsgebäude (Paisley)

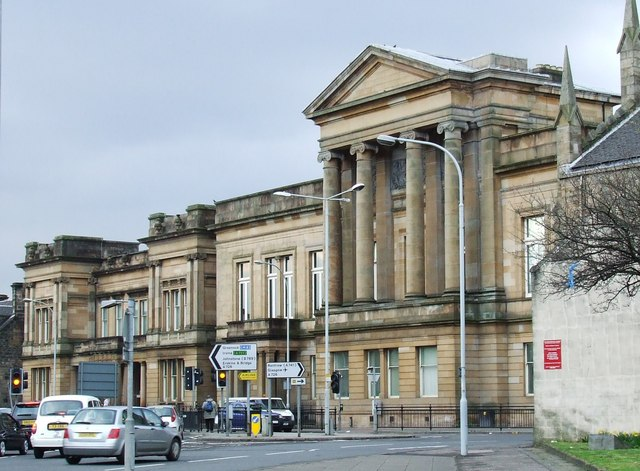
Gerichtsgebäude von Paisley

Das Gerichtsgebäude von Paisley liegt im Zentrum der schottischen Stadt Paisley in der Council Area Renfrewshire. 1971 wurde das Bauwerk in die schottischen Denkmallisten zunächst in der Kategorie B aufgenommen. Die Hochstufung in die höchste Kategorie A erfolgte 1990.

## Beschreibung
Das im Jahr 1885 fertiggestellte Gebäude liegt an der St. James’ Street. Das Architekturbüro Clarke and Bell zeichnet für den klassizistischen Entwurf verantwortlich. Das Mauerwerk des zweistöckigen Gerichtsgebäudes besteht aus Quaderstein. Über die asymmetrisch aufgebaute, südexponierte Frontseite verlaufen jeweils sieben vertikale Achsen. Der Eingang im linken Gebäudeteil ist mit sechs dorischen Säulen gearbeitet, die einen Fries mit Triglyphen tragen. Rechts tritt ein weiterer Gebäudeteil leicht hervor. Er ist im Obergeschoss mit vier ionischen Säulen und Blendpfeilern gestaltet. Darauf sitzt ein schlichter Fries, der einen Dreiecksgiebel trägt. Die Fenster sind meist zu Zwillings- oder Drillingsfenstern angeordnet.